# Must-Jaala
Must-Jaala järv (est. Must-Jaala järv) – jezioro w gminie Illuka, w prowincji Virumaa Wschodnia, w Estonii. Położone jest na terenie obszaru chronionego krajobrazu Kurtna (est. Kurtna maastikukaitseala). Ma powierzchnię 1,1 hektara, linię brzegową o długości 407 m, długość 140 m i szerokość 110 m. Jest jednym z 42 jezior wchodzących w skład pojezierza Kurtna (est. Kurtna järvestik). Sąsiaduje z jeziorami Martiskajärv, Jaala järv, Ahenjärv, Aknajärv, Kurtna Suurjärv.